# Condado de Adams (Mississippi)
O Condado de Adams é um dos 82 condados do estado norte-americano do Mississippi. A sede de condado é Natchez que é também a sua maior cidade.
O condado tem uma área de 1259 km² (dos quais 67 km² estão cobertos por água), uma população de 34 340 habitantes, e uma densidade populacional de 29 hab/km² (segundo o censo nacional de 2000). O condado foi fundado em 1799 e recebeu o seu nome em homenagem a John Adams, que foi o segundo presidente dos Estados Unidos.